# Челопечене
Челопе́чене (болг. Челопечене) — село в Добрицькій області Болгарії. Входить до складу общини Каварна.

## Населення
За даними перепису населення 2011 року у селі проживали 83 особи.
Національний склад населення села:
| Національність   | Кількість осіб | Відсоток |
| ---------------- | -------------- | -------- |
| болгари          | 57             | 86,4%    |
| цигани           | 4              | 6,1%     |
| турки            | 3              | 4,5%     |
| Всього відповіли | 66             |          |

Розподіл населення за віком у 2011 році:
Динаміка населення: